# أحجار على رقعة الشطرنج (كتاب)
أحجار على رقعة الشطرنج (بالإنجليزية: Pawns in the Game)‏ هو كتاب باللغة الإنجليزية للمؤلف الكندي وليام جاي كار (بالإنجليزية: William Guy Carr)‏ صدر عام 1955.

يكشف الكتاب دور المنظمات السرية العالمية في صنع الحروب والثورات التي أحدثت الخراب والدمار على البشر ويشرح مخططاتهم السرية للسيطرة على العالم.

## نبذة عن الكاتب
ويليام غاي كار ضابط في سلاح البحريّة الكندي، وعمل في وزارة الإعلام والاستخبارات والمكتب الإعلامي الصهيوني، أصدر هذا الكتاب في منتصف عقد الخمسينيّات من القرن العشرين لكشف أسباب تدهور الأمم وتطاحنها ودخولها في حروب وثورات. 
عندما بدأت الحرب العالمية الأولى، كان (وليم كار) قد انضم إلى البحرية الأميركية، وفـي الوقت الذي كان فيه يتدرج على سلم المراتب، كان يواصـل دراسـته لخطـوات المـؤامرة اليهودية الكبرى، واستطاع قبل وفاته الغامضة أصدار كتابه «الشيطان أمير العالم» و«ضباب أحمر فوق أميركا»، بالإضافة لكتابه هذا، الذي اعتبره المفكرون صوت النذير لعقلاء العالم لكي يتحدوا في مـسيرة الخيـر لدحر قوى الشر اللئيمة.

## رؤيته في هذا الكتاب
نسب هذا التدهور والانحطاط إلى من أسماهم بالقوى الخفيّة التي تدير القادة والشعوب مثل الأحجار على رقعة الشطرنج، إن القوى الخفيّة التي ذكرها في الكتاب كان يقصد بهم اليهود من الحاخامات واللوبيات الذين أسماهم بالمتنورين الذين أطلقوا ما يسمّى النظام العالمي الجديد، وكان غاي كار كمسيحي متديّن وأحد المبشرّين، يرى أنَّ الصراع في المعمورة هو صراع أبدي بين الخير والشرّ، وبين الإيمان والإلحاد، ويرى أنَّ الإلحاد الذي يروّج لهُ المتنورون بين الشباب وفساد الأخلاق كفيل بتفكيك وإضعاف هذه الأمم حتى ينفّذ النورانيّون مخططاتهم الشريرة، ويبدأ وليام في كتابه بمراجعة تاريخيّة لأصل ومنشأ اليهود، وأصول الأعراق وتقسيمها في أوروبا، ثم يسترسل حول دور اليهود الخطير في الثورات العالمية منذ منتصف القرن الثامن عشر وحتى زمن إنهاء كتابه في منتصف عقد الخمسينيّات من القرن الماضي. وبداية من الثورة الإنجليزية مروراً بالفرنسية والروسية وأخيراً الحربين العالمية الأولى والثانية. يذكر المؤلف في كتابه عن خبث اليهود ومخططاتهم الطويلة الأمد في نشر الشر والإلحاد وفساد الأخلاق بكل أسلحتهم ووسائلهم الممكنة من مناصب عالية يحتلها بعض العملاء أو بالتزوير والرشوة والابتزاز لأصحاب المناصب والوزارات، بل تعدّى الأمر لافتعال الأزمات الاقتصادية مثلما حدثت في أمريكا وبريطانيا، فارهقوا الدول بالديون وتسببوا بالفقر والجوع للشعوب المظلومة، ويرى وليام أن الشيوعية هي العدو الأول للإنسانيّة، وأن اليهود استغلوا الشيوعية لتنفيذ مآربهم لإفساد العالم، بل يرى أن تشرشل وروزفلت وستالين هم أحجار أخرى على رقعة الشطرنج، وذكر أن هتلر كان أكثر القادة وعياً وعلماً بخطر اليهود في العالم، ولكن لم يبارك هذه المذابح التي أقامها هتلر على اليهود.

## محتويات الكتاب
يقع الكتاب في ثمانية عشر فصلا يتحدث معظمها عن الثورات العالمية كالثورة الإنجليزية والفرنسية والروسيّة والإسبانية ويعزو سبب هذه الثورات إلى ما يسمّى بـ «الثورة العالمية»، حيث يرى المؤلف أنَّ جميع هذه الثورات هي حلقات في مسلسل واحد متناسق ومخطط له من قِبَل المنظمات السريّة العالمية.ويوضح بقرائن ودلائل مدى تغلغل بعض العائلات اليهودية الربوية كعائلة روتشيلد في السيطرة والاستحواذ على مكامن القوة والتخطيط في البلدان الأوروبية ومدى إذعان الأفراد بل والحكومات لتنفيذ مخططاتهم التي ما كانت يوماً من أجل مواطني تلك الدول ونذكّر بما ذكره مقدم الكتاب (النسخة العربية) مجدي كامل أن مؤلف الكتاب وعائلته قتلوا في ظروف غامضة لا يعلم تفاصيلها حتى اللحظة.
استَشهَدَ وليام غاي كار في كثير من معلوماته بكتب سابقة، وبخطابات محافل النورانيّين من مخطوطات محفوظة وموجودة في المكتبات العامّة، بدئاً من مخطوط ذلك المراسل الذي أُسقِط في يد الحكومة البافاريّة في أواخر القرن الثامن عشر، وحتى استشهادهِ بالكتاب الشهير (بروتوكولات حكماء صهيون)، وفي نهاية كتابهِ يحذّر المؤلف من بضعة أخطار مستقبليّة ويقدّم حلولاً عملية للتصدي لهذهِ الأخطار.

## وصلات خارجية
- آراء القراء حول كتاب أحجار على رقعة الشطرنج  على موقع أبجد